# دييغو بيتانكور ألفاريز
دييغو بيتانكور ألفاريز (بالإسبانية: Diego Betancur Álvarez)‏ هو دبلوماسي وسياسي كولومبي، ولد في 1949. انتخب سفير كولومبيا (17 فبراير 2009 – ) وانتخب سفير كولومبيا (30 أبريل 2008 – ).